# Leonard Cockayne

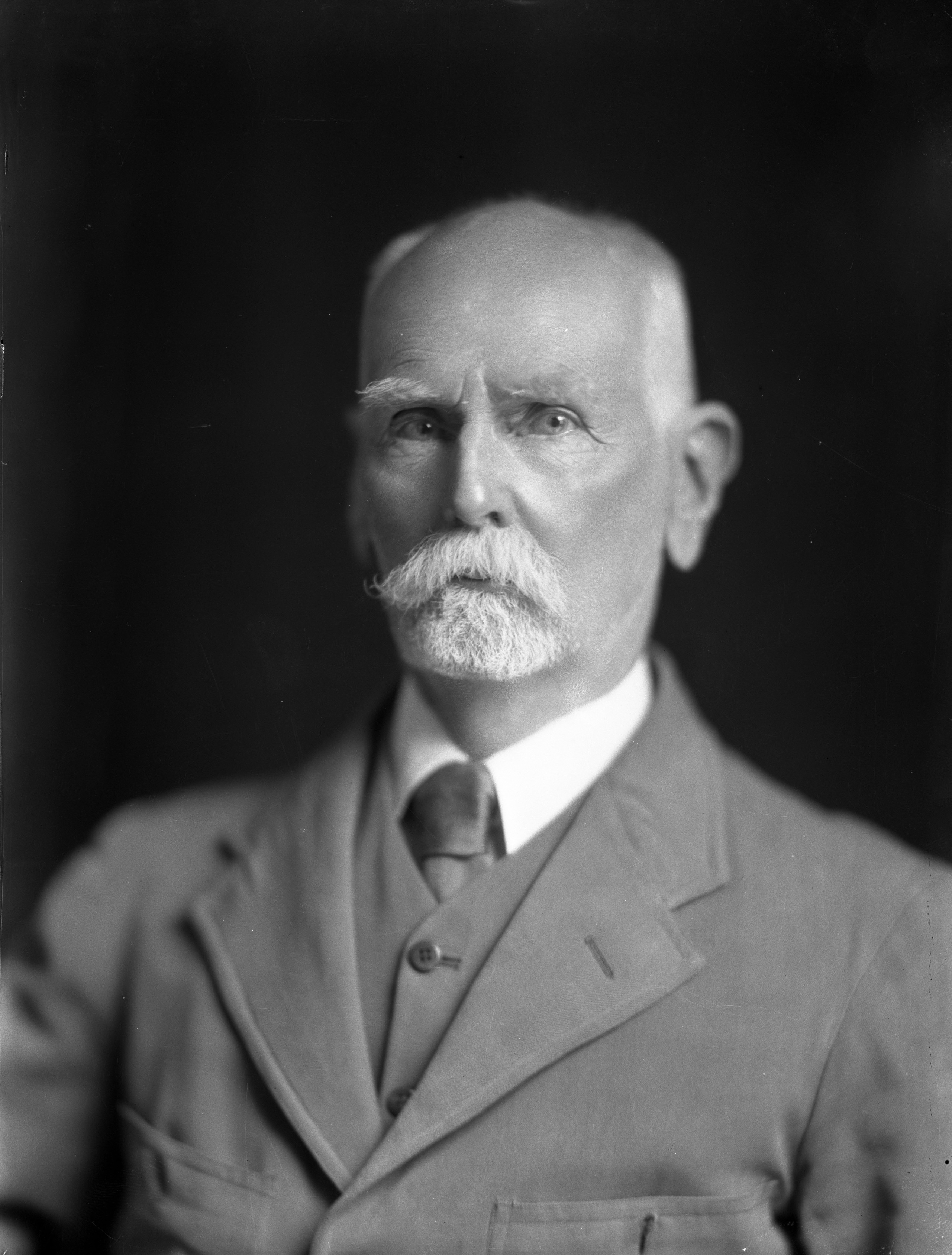
Leonard Cockayne

Leonard Cockayne (* 7. April 1855 in Norton Lees bei Sheffield; † 8. Juli 1934 in Wellington) war ein britisch-neuseeländischer Botaniker. Er gilt als größter Botaniker in Neuseeland und Begründer moderner Wissenschaft in Neuseeland. Sein offizielles botanisches Autorenkürzel lautet „Cockayne“.

## Leben
Cockayne studierte am Wesley College in Sheffield und bis 1874 am Owen College in Manchester mit der Absicht Arzt zu werden, machte aber keinen Abschluss. Dabei besuchte er auch einige Vorlesungen in Botanik, war aber überwiegend Autodidakt. 1877 wanderte er nach Australien aus und hatte verschiedene Positionen als Privatlehrer und Lehrer (in Victoria, Queensland und Tasmanien). 1880 zog er nach Neuseeland, wo er weiter als Lehrer in Otago und Greytown wirkte. Nach dem Tod seines Vaters 1884 war er finanziell unabhängig und ging einer alten Neigung nach Baumzucht nach in einer Farm in Styx bei Christchurch. 1892 kaufte er ein Anwesen in New Brighton in den Sanddünen, wo er einen privaten botanischen Garten aufmachte mit exotischen Pflanzen, und begann die einheimische Flora zu erforschen. Er fand Kontakt zu anderen Botanikern (so Karl von Goebel bei seinem Neuseelandbesuch 1898, er war in Korrespondenz mit verschiedenen deutschen Botanikern) und trat 1895 dem Philosophical Institute of Canterbury bei. 1903 wandte er sich ganz der wissenschaftlichen Botanik zu und erhielt dafür Förderung durch die Regierung, auch wenn sie ihn nicht wie gewünscht zum Staatsbotaniker machten. Sein Anwesen verkaufte er und zog nach Christchurch. 1901 besuchte er die Chatham-Inseln und 1902 die Westküste, 1903 die Ruapuke-Insel, Milford Sound und die Auckland und Campbell-Inseln. 1904 hatte er ein Nervenleiden und zog kurz nach Wellington, das Klima war ihm aber zu rau und er kehrte 1905 nach Christchurch zurück. 1906 besuchte er die Kapiti-Insel, 1907 den Waipoua Kauri Wald in North Auckland und 1907/08 den Tongariro-Nationalpark, wobei er jeweils ausführliche Berichte veröffentlichte. 1909 war er auf der Stewart-Insel und veröffentlichte darüber, über die subantarktischen Inseln und die Ökologie von Sanddünen. Teilweise waren seine Untersuchungen im staatlichen Auftrag und er arbeitete auch für das Landwirtschaftsministerium und die Forstkommission. 1914 zog er nach Wellington und 1917 nach Ngaio.
Neben seinen Forschungen zur Pflanzenökologie war er bekannt für seine Arbeiten zur Hybridisierung als treibende Kraft der Evolution. Er unternahm Feldstudien zum Beispiel an den Stränden von Elfin Bay am Lake Wakatipu (1921), häufig mit H. H. B. Allan, und suchte Pflanzenhybride in der Natur. Viele davon wurden später bestätigt. Für diese Arbeiten erhielt er die Darwin-Medaille. Er veröffentlichte populäre Zeitungsartikel und Bücher und hielt Vorträge. Einige seiner botanischen Werke wurden Standardwerke, insbesondere Vegetation of New Zealand.
1927 gründete er den Otari Open Air Native Plant Museum in Wilton, Wellington, der einheimische Pflanzen Neuseelands beherbergte.
1928 erhielt er die Darwin-Medaille für Beiträge zur ökologischen Botanik. 1929 wurde er Companion of the Order of St Michael and St George und Fellow der Royal Society. Cockayne war Ehrendoktor der Universität München (1903) und der University of New Zealand, Fellow des New Zealand Institute (und 1918/19 dessen Präsident) und der Linnean Society of London. 1899 und 1901 war er Präsident des Philosophical Institute of Canterbury.
1881 heiratete er die Lehrerin Maria Maude Blakeley, mit der er einen Sohn hatte.

## Schriften (Auswahl)
- New Zealand Plants and their story, 1910
- Monograph on the New Zealand beach forests, 2 Bände, 1926, 1928
- The Cultivation of the New Zealand Plants, 1924
- Die Vegetation von Neuseeland, Die Vegetation der Erde. Sammlung pflanzengeographischer Monographien, Band 14, Leipzig: Engelmann 1921, überarbeitete Auflage 1928
- mit E. Phillips Turner: The trees of New Zealand, 1928